# DGCR2
DGCR2‏ (DiGeorge syndrome critical region gene 2) هوَ بروتين يُشَفر بواسطة جين DGCR2 في الإنسان.